# Vívás az 1900. évi nyári olimpiai játékokon
Az 1900. évi nyári olimpiai játékokon vívásban hét egyéni versenyt rendeztek. 19 nemzet képviseltette magát.

## Éremtáblázat
(A hazai csapat eltérő háttérszínnel, az egyes számoszlopok legmagasabb értéke, vagy értékei vastagítással kiemelve.)
| Az 1900. évi nyári olimpiai játékok éremtáblázata vívásban | Az 1900. évi nyári olimpiai játékok éremtáblázata vívásban | Az 1900. évi nyári olimpiai játékok éremtáblázata vívásban | Az 1900. évi nyári olimpiai játékok éremtáblázata vívásban | Az 1900. évi nyári olimpiai játékok éremtáblázata vívásban | Olimpia  |
| ---------------------------------------------------------- | ---------------------------------------------------------- | ---------------------------------------------------------- | ---------------------------------------------------------- | ---------------------------------------------------------- | -------- |
|                                                            | Ország                                                     | Arany                                                      | Ezüst                                                      | Bronz                                                      | Összesen |
| 1.                                                         | Franciaország (FRA)                                        | 5                                                          | 5                                                          | 5                                                          | 15       |
| 2.                                                         | Kuba (CUB)                                                 | 1                                                          | 1                                                          | 0                                                          | 2        |
| 3.                                                         | Olaszország (ITA)                                          | 1                                                          | 1                                                          | 0                                                          | 2        |
|                                                            |                                                            |                                                            |                                                            |                                                            |          |
| 4.                                                         | Ausztria (AUT)                                             | 0                                                          | 0                                                          | 2                                                          | 2        |
|                                                            |                                                            |                                                            |                                                            |                                                            |          |
| Összesen                                                   | Összesen                                                   | 7                                                          | 7                                                          | 7                                                          | 21       |

## Érmesek
| Az 1900. évi nyári olimpiai játékok érmesei vívásban |                                             |                                            |                                              |
| Versenyszám                                          | Arany                                       | Ezüst                                      | Bronz                                        |
| Amatőrök részére                                     |                                             |                                            |                                              |
| tőr, egyéni                                          | Émile Coste · Franciaország (FRA)           | Henri Masson · Franciaország (FRA)         | Marcel Boulenger · Franciaország (FRA)       |
| kard, egyéni                                         | Georges de la Falaise · Franciaország (FRA) | Léon Thiébaut · Franciaország (FRA)        | Siegfried Flesch · Ausztria (AUT)            |
| párbajtőr, egyéni                                    | Ramón Fonst · Kuba (CUB)                    | Louis Perrée · Franciaország (FRA)         | Léon Sée · Franciaország (FRA)               |
| Vívómesterek részére                                 |                                             |                                            |                                              |
| tőr, egyéni                                          | Lucien Mérignac · Franciaország (FRA)       | Alphonse Kirchhoffer · Franciaország (FRA) | Jean-Baptiste Mimiague · Franciaország (FRA) |
| kard, egyéni                                         | Antonio Conte · Olaszország (ITA)           | Italo Santelli · Olaszország (ITA)         | Milan Neralić · Ausztria (AUT)               |
| párbajtőr, egyéni                                    | Albert Ayat · Franciaország (FRA)           | Gilbert Bougnol · Franciaország (FRA)      | Henri Laurent · Franciaország (FRA)          |
| Amatőrök és vívómesterek részére                     |                                             |                                            |                                              |
| párbajtőr, egyéni                                    | Albert Ayat · Franciaország (FRA)           | Ramón Fonst · Kuba (CUB)                   | Léon Sée · Franciaország (FRA)               |

## Magyar szereplés
| Magyar vívók az 1900. évi nyári olimpiai játékokon |                                                                                |
| Versenyszám                                        | Magyar versenyzők                                                              |
| Kardvívás                                          | Hoch Hugó (kiesett)Iványi Gyula (5.)Amon von Gregurich (4.)Todorescu (kiesett) |
| Tőr, hivatásosPárbajtőr, hivatásosKardvívás        | Endrédi Márton (kiesett)                                                       |